# シリケートセメント
シリケートセメントとは、1879年に英国のThomas Fletcherによって紹介され、1904年に製品化された成形歯冠修復材である。
粉末にフルオロアルミノシリケートガラス、液にリン酸を用いる。
審美性があるとともに熱膨張係数が歯質と近似しており、前歯部の歯冠色成形修復に用いられていた。
欠点として、水や酸に溶解性があって耐久性に劣ること、歯質接着性を有していないこと、リン酸による歯髄刺激作用があることが挙げられる。
そのため、現代ではほとんど使用されず、シリケートセメントを改良したグラスアイオノマーセメントが代替材料として活躍している。